# Поліглотта

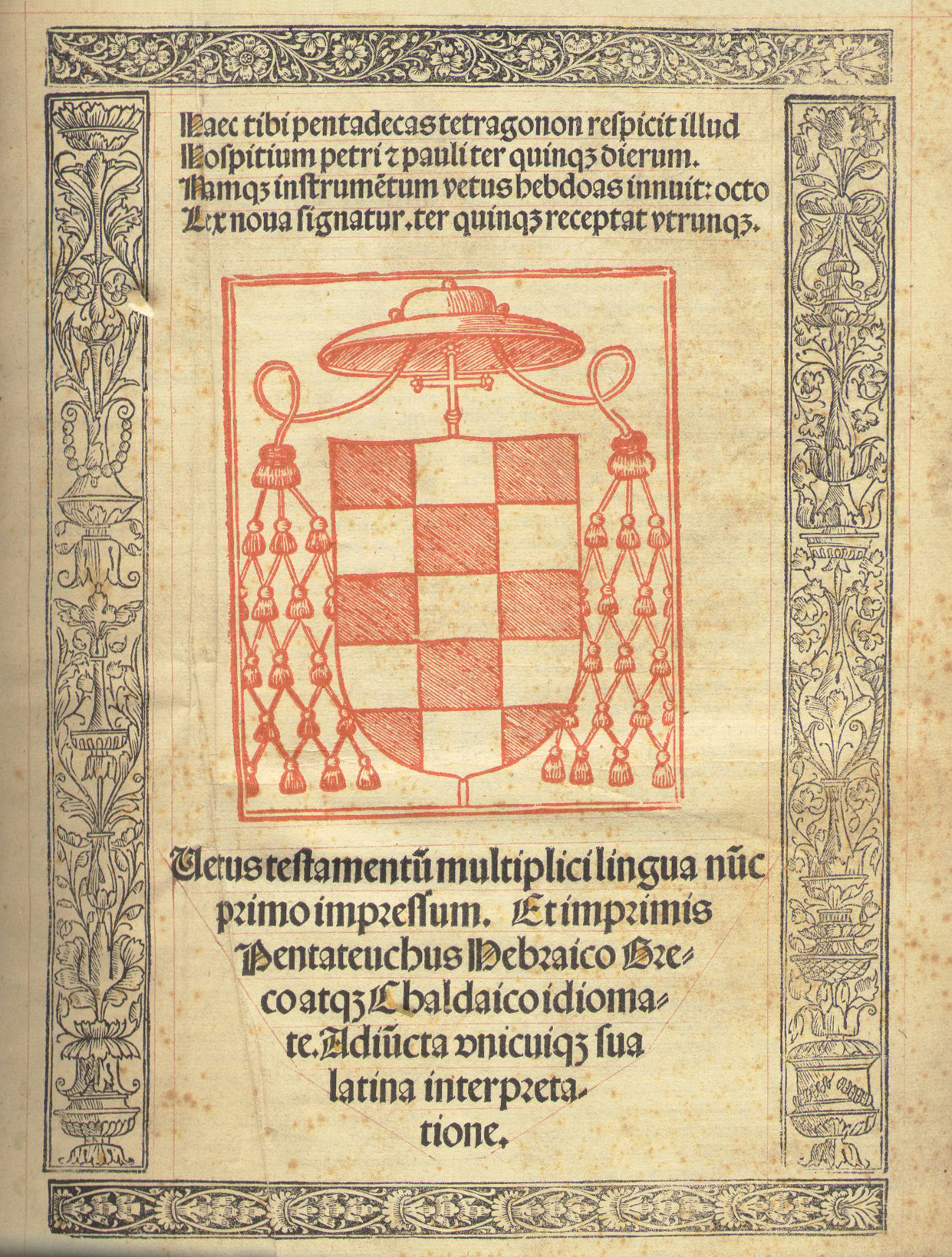
Титульний аркуш Комплютенської поліглотти. Гарвардська школа богослов'я

Полігло́тта (грец. πολύ «багато» + γλώττα «мова») — видання Біблії, в якому поряд з основним текстом поміщений його переклад на кілька мов. Для текстологічних і літургійних цілей багатомовні рукописні видання існували ще в Пізньої Античності і в Середньовіччі. З появою книгодрукування в Європі, кілька проектів поліглотт були здійснені в XVI—XIX століттях, найбільш повні включали тексти на 10—12 мовах, супроводжувані довідковим апаратом, словниками, списком різночитань. Чотири з них, названі по містах, де були надруковані, іменуються в історіографії «Великими» - Комплютенська, Антверпенська, Паризька і Лондонська.
Поліглотта дозволяла наочно зіставляти тексти мовою оригіналу (єврейський і грецький) з давні і сучасні перекладами; була зручна для вивчення історії біблійного тексту і його філологічної та богословської інтерпретації, а також навчальних цілей. У складі поліглотт вперше побачили світ в друкованому вигляді Септуаґінта, тексти арабської і перської біблійного перекладів, а також Самаритянське П'ятикнижжя. У XVIII—XIX століттях кілька разів робилися спроби видання слов'янських поліглотт в Російській імперії; в 1880—1890-х роках був опублікований четирёх'язичний Новий Заповіт (церковнослов'янську, грецьку, латинську і російську), випущений з ініціативи П. А. Гільтебрандта. Сучасними біблійними товариствами видаються поліглотти, призначені для навчальних цілей або для збереження малих і зникаючих мов; найчастіше це компактні видання на двох-трьох мовах.

## Видання поліглотт
- Psalterium, Hebraeum, Graecum, Arabicum, & Chaldaeum, cum tribus latinis interpretationibus & glossis. Petrus Paulus Porrus Genuae in aedibus Nicolai Iustiniani Pauli. 1516. Процитовано 29 травня 2016.
- Complutensian Polyglot. 1514—1522. Процитовано 29 травня 2016.
- Brian Walton Polyglot. Thomas Roycroft. 1652—1657. Процитовано 29 травня 2016.
- Biblia Polyglotta; Hebrew and English with Greek and English New Testament. S. Bagster. 1833. Процитовано 29 травня 2016.
- Hexaglot Bible. Biblia Hexaglotta. Comprising Holy Scriptures. Old & New Testaments. Edited by the Rev. Edward Riches De Levante, with other scholars. 1857—1906. Процитовано 29 травня 2016.
- Polyglotten-Bibel zum praktischen Handgebrauch : die Heilige Schrift : Alten und Neuen Testaments in übersichtlicher Nebeneinanderstellung des Urtextes, der Septuaginta, Vulgata und Luther-Uebersetzung, so wie der wichtigsten Varianten der vornehmsten deutschen Uebersetzungen. Bielefeld : Velhagen & Klasing. 1875. Процитовано 30 травня 2016.
- La Sainte Bible Polyglotte, contenant le texte Hébreu original, le texte Grec des septante, le texte Latin de la vulgate et la traduction française... Vigouroux, Fulcran Grégoire. 1900. Процитовано 29 травня 2016.